# ルメファントリン
ルメファントリン （Lumefantrine、別名：ベンフルメトール ）は抗マラリア薬の一つである。アルテメテルとの組み合わせでのみ使用される。 この組み合わせはコ・アルテメテルとも呼ばれる。ルメファントリンはアルテメテルと比較して半減期が遥かに長いので、併用治療後に残存する寄生虫を除去すると考えられている。  
ルメファントリンは、ピロナリジンやナフトキンと共に、1967年に始まった中国の抗マラリア薬研究プロジェクト523で合成された。これらの化合物は全て、抗マラリア療法薬と組み合わせて使用される。 

## 作用機序
詳細な作用機序は不明であるが、ルメファントリン存在下ではマラリア原虫内の遊離のヘムが増加し、ヘムの重合体のへモゾインが減少することが報告されていることから、ルメファントリンはヘムの重合阻害作用を有する可能性が示唆されている。アルテミシニン誘導体はヘム鉄依存的に活性化されるため、ルメファントリンは遊離のヘムを増加させることで、特に赤血球内発育の初期において、アルテミシニン誘導体と相乗的に抗マラリア作用を示している可能性がある。 